# Forkys

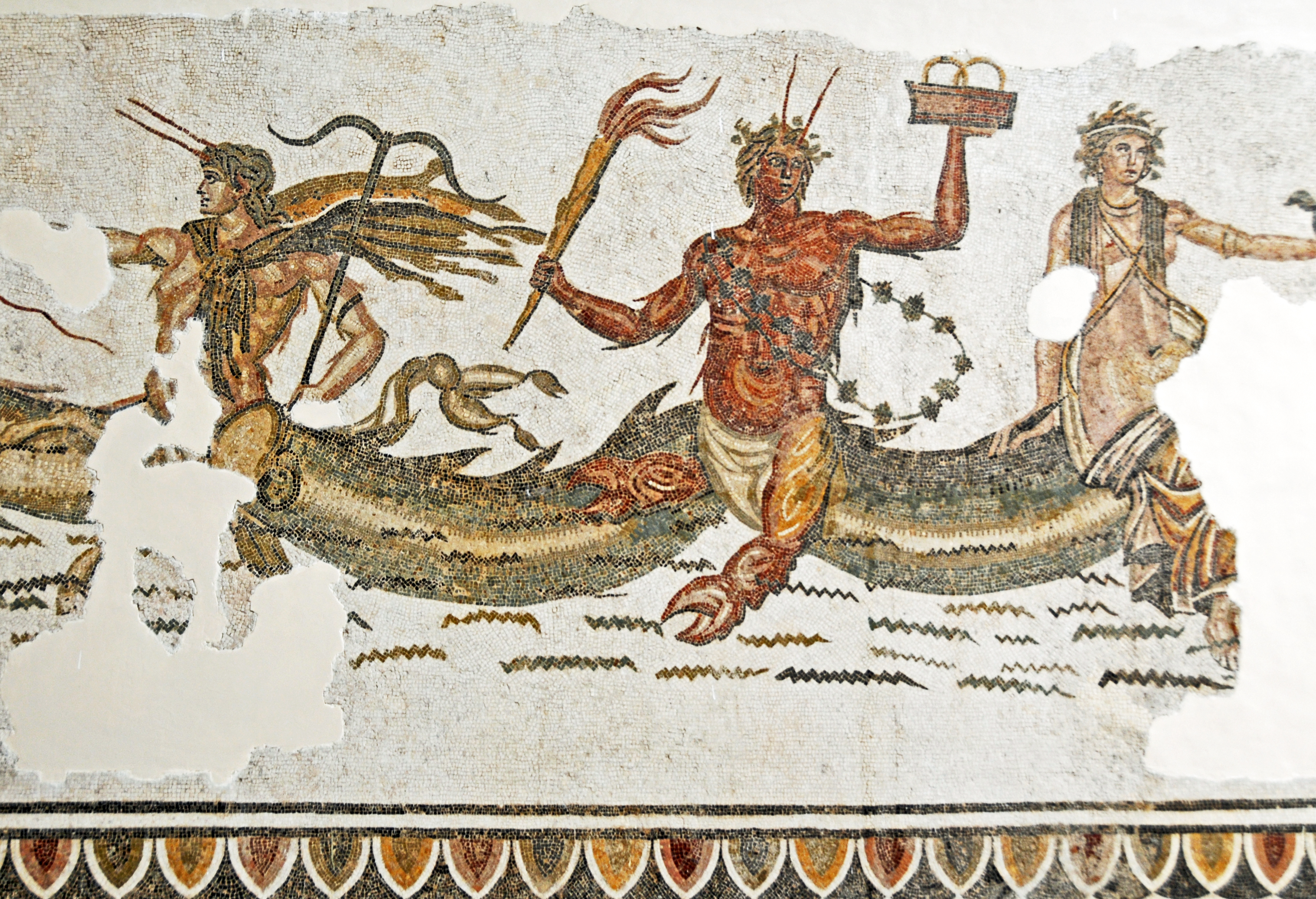
Forkys

Forkys (grekiska: Φόρκυς) var en havsgud i grekisk mytologi. Han rådde över det hemska och förfärliga i havet och gäller såsom härskare över alla vidunder som bor där.
Forkys var son till Pontos (Havet) och Gaia (Jorden) och han var gift med sin syster Keto. Deras barn var de tre graierna,  gorgonerna och draken Ladon. Enligt Homeros var han far till nymfen Thoosa, cyklopen Polyfemos moder och enligt yngre sagor även till Hesperiderna och  Skylla.